# Baldwin & Beebe
Baldwin & Beebe war ein US-amerikanischer Hersteller von Automobilen.

## Unternehmensgeschichte
M. L. Baldwin und Hohn Beebe betrieben einen Maschinenshop in St. Clair in Michigan. 1910 stellten sie einige Automobile her, die als Beebe vermarktet wurden. Insgesamt entstanden ein Prototyp und fünf Fahrzeuge, für die Aufträge vorlagen.
Es gab keine Verbindung zur Western Motor Truck & Vehicle Company, die den gleichen Markennamen nutzten.

## Fahrzeuge
Die Fahrzeuge hatten eine selbst entwickelte Kraftübertragung, die offensichtlich auch Herstellern aus Detroit angeboten wurde. Die Karosserien waren offen.